# Vagula
Vagula (Duits: Waggula, Võro: Vagola) is een plaats in de Estlandse gemeente Võru vald, provincie Võrumaa. De plaats heeft de status van dorp (Estisch: küla) en telt 128 inwoners (2021).
Ten zuiden van Vagula ligt het meer Vagula järv. Bestuurlijk valt het meer onder het dorp Vagula. Bij Vagula takt de Tugimaantee 69, de secundaire weg van Võru naar Tõrva, af van de Põhimaantee 2, de hoofdweg van Tallinn via Tartu naar de grens met Rusland. In het oosten grenst Vagula aan de stad Võru, de hoofdstad van de provincie. Over een korte afstand vormt de rivier Võhandu de grens.
Het station van Vagula aan de inactieve spoorlijn Valga - Petsjory ligt ten zuiden van het Vagula järv, in het dorp Juba.

## Geschiedenis
Vagula werd voor het eerst genoemd in 1638 als Waggola. Voor die tijd lag op die plaats een boerderij met de naam Motzarge, die viel onder het dorp Navi. Het ligt voor de hand te veronderstellen dat het meer Vagula järv is vernoemd naar het dorp, maar het meer werd al genoemd in 1563, dus het is eerder omgekeerd. In 1798 stond het dorp bekend onder de naam Waggula. Het lag op het landgoed van de stad Võru.

## Foto's

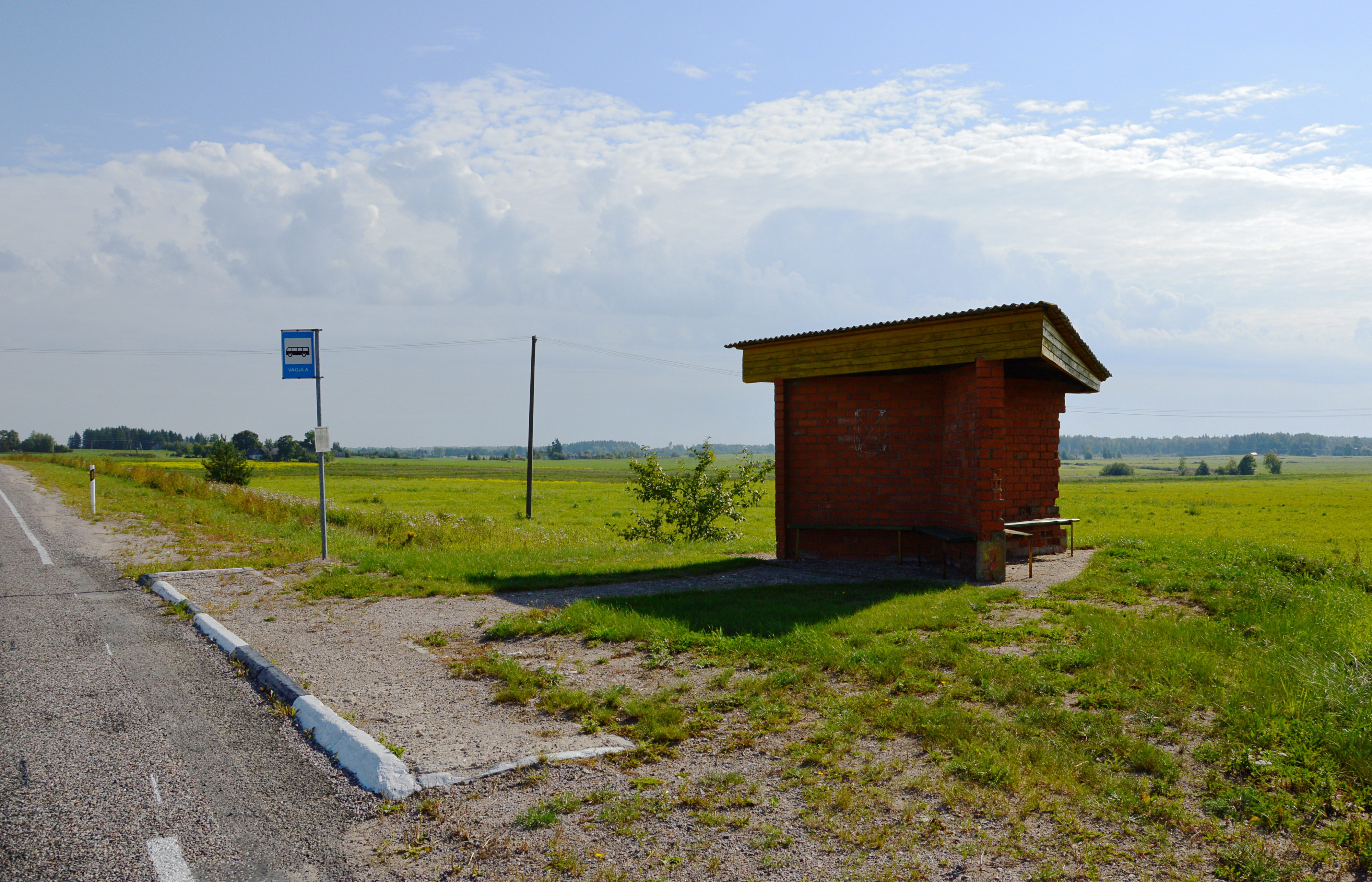
Bushalte
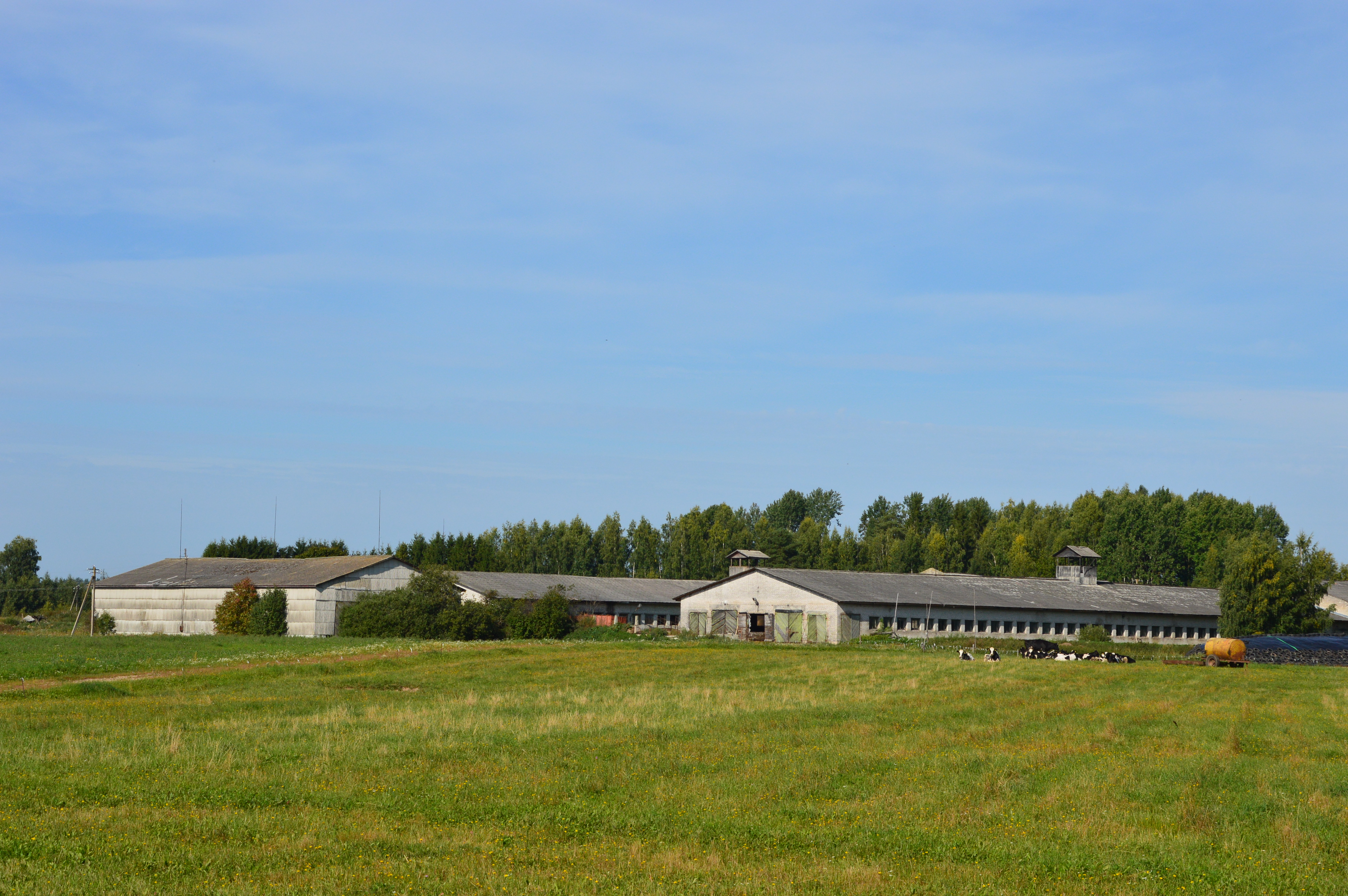
Melkveehouderij bij Vagula
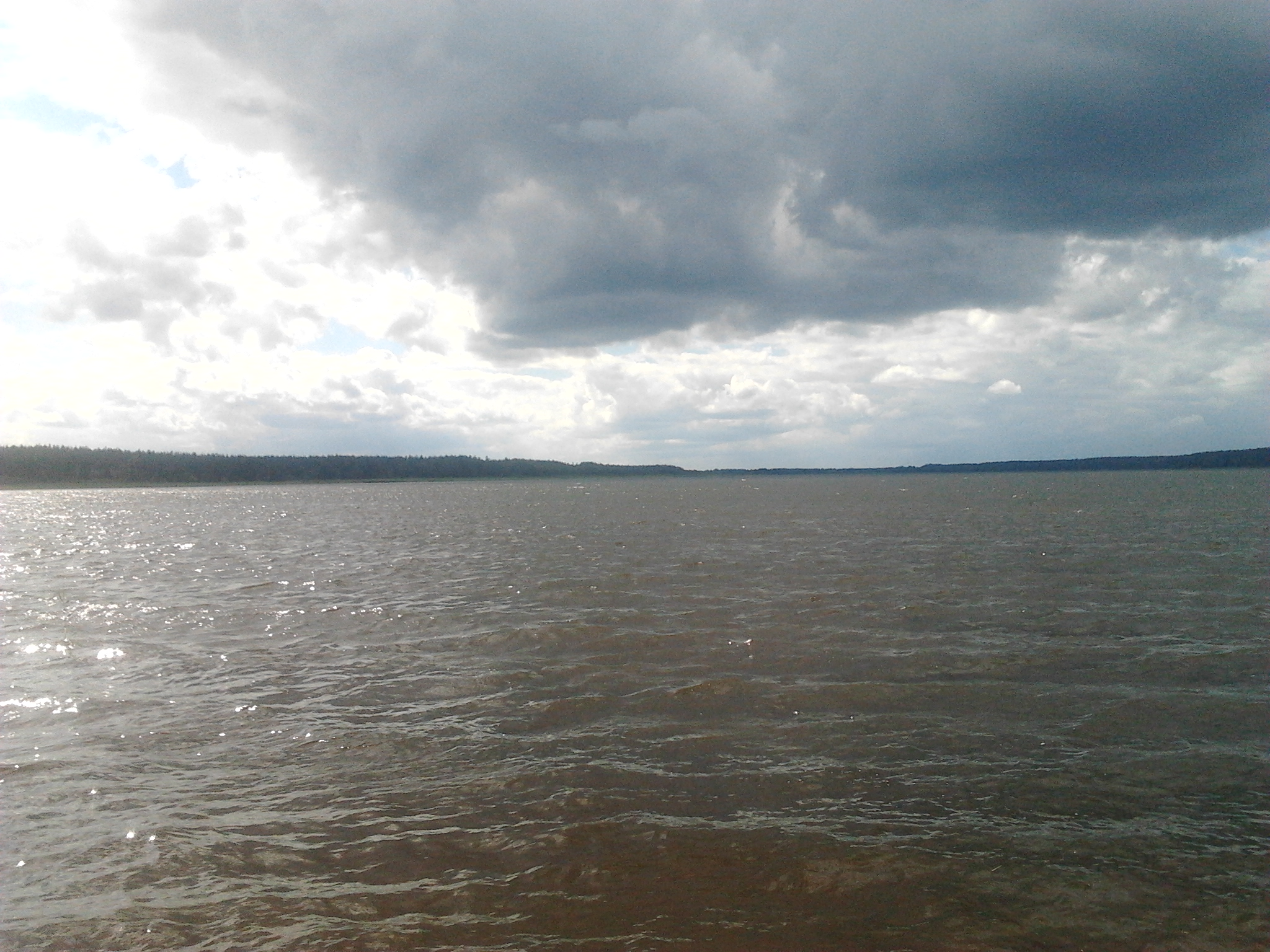
Het Vagula järv